# Kup Hrvatske u ragbiju 2016.
Kup Hrvatske u ragbiju za 2016. godinu je osvojila Nada iz Splita.

## Rezultati

### Četvrtzavršnica
| datum              | klub1             | rez.  | klub2 |
| ------------------ | ----------------- | ----- | ----- |
| 19. studenog 2016. | Makarska Rivijera | 44:13 | Sinj  |

### Poluzavršnica
| datum              | klub1          | rez.  | klub2             |
| ------------------ | -------------- | ----- | ----------------- |
| 29. studenog 2016. | Zagreb         | 8:17  | Nada Split        |
| 29. studenog 2016. | Mladost Zagreb | 11:18 | Makarska Rivijera |

### Završnica
| datum             | klub1             | rez. | klub2      |
| ----------------- | ----------------- | ---- | ---------- |
| 3. prosinca 2016. | Makarska Rivijera | 5:37 | Nada Split |